# 1944 في البرازيل
فيما يلي قوائم الأحداث التي وقعت خلال عام 1944 في البرازيل.

## رياضة
- 1 يناير – بطولة باوليستا 1944 الفائز نادي بالميراس.
- 1 يناير – بطولة كاريوكا 1944 الفائز نادي فلامنغو.

## مواليد

### يناير
- 1 يناير – باولو كونزي سائق سيارة سباق برازيلي.
- 1 يناير – فلافيو أورتيغا
- 8 يناير – باولو سيرجيو بينهيرو دبلوماسي برازيلي.
- 18 يناير – أوبيراتان بيريرا ماسييل لاعب كرة سلة برازيلي.

### فبراير
- 8 فبراير – سيباستياو سالجادو مصور برازيلي.
- 27 فبراير – باولو دياز لاعب كرة قدم برازيلي.

### مارس
- 13 مارس – خوسيه ماريا فيديليس دوس سانتوس لاعب كرة قدم برازيلي.
- 13 مارس – فالمير لويس لاعب كرة قدم برازيلي.

### أبريل
- 5 أبريل – داريو لاعب كرة قدم برازيلي.

### مايو
- 2 مايو – لوكاس مينديز صحفي برازيلي.

### يونيو
- 1 يونيو – سيرجيو أمارال دبلوماسي برازيلي.
- 19 يونيو – شيكو بواهكي
- 22 يونيو – فرناندو دي أبرو سباح برازيلي.
- 27 يونيو – زيزي موتا

### يوليو
- 4 يوليو – آدو لاعب كرة قدم برازيلي.
- 11 يوليو – فالدير فييرا لاعب كرة قدم برازيلي.
- 17 يوليو – روني فون مغني برازيلي.
- 17 يوليو – كارلوس ألبرتو توريس لاعب ومدرب كرة قدم برازيلي.

### أغسطس
- 8 أغسطس – ماريسا ريزيند
- 10 أغسطس – دودا مندونسا رائد أعمال برازيلي.
- 20 أغسطس – خوسيه يلكر ممثل برازيلي.

### سبتمبر
- 7 سبتمبر – خوسيه روبرتو رايت لاعب كرة قدم برازيلي.
- 11 سبتمبر – إفيرالدو لاعب كرة قدم برازيلي.

### أكتوبر
- 6 أكتوبر – كارلوس بيس
- 18 أكتوبر – نيلسون فريري عازف بيانو برازيلي.
- 19 أكتوبر – موريرا فرانكو سياسي برازيلي.

### ديسمبر
- 5 ديسمبر – ريناتو كونيا فالي لاعب كرة قدم برازيلي.
- 7 ديسمبر – ألفارو دياز سياسي برازيلي.
- 15 ديسمبر – شيكو مينديز سياسي برازيلي.
- 25 ديسمبر – جارزينيو لاعب ومدرب كرة قدم برازيلي.

## وفيات

### فبراير
- 11 فبراير – بينيديكتو دي مورايس مينيزيس (مواليد 1906) لاعب كرة قدم برازيلي.

### أبريل
- 29 أبريل – برناردينو ماتشادو (مواليد 1851)